# San Vicente de Gondrame
Gondrame (llamada oficialmente San Vicente de Gondrame) es una parroquia española del municipio de Páramo, en la provincia de Lugo, Galicia.

## Organización territorial
La parroquia está formada por seis entidades de población:
- Pinte
- Quintela
- San Cibrao
- San Vicente
- Teiquizoi (Teiquisoi)
- Veleigán (Beleigán)

## Demografía
| Gráfica de evolución demográfica de Gondrame entre 2000 y 2020 |
|                                                                |
| Datos según el nomenclátor publicado por el INE.               |